# 内引き
内引き（ないびき、うちびき）とは、店舗従業員による商品や金銭の着服行為である。「内部の者による万引き」であることから、略して「内引き」と呼ばれる。万引きと同様に窃盗行為である。

## 事例
具体的には、以下のような事例が挙げられる。
1. 商品の持ち出しによる着服[2]。
店頭の商品や倉庫などにある在庫商品を持ち出して着服する[2]。
2. キャッシュレジスター（レジ）からの金銭着服[2]。
レジ内にある売上金や釣銭として用意した現金を持ち出して着服する[2]。
客が商品を購入した際に、レジを打つふりをしてレジ登録せず（これを「空打ち」という）、客から代金を受け取り着服する[2][3]。
自動釣銭機を備えたレジであっても、精算時に合計ボタンを押さずにレジ操作をキャンセル（取消処理）して代金を着服する[2]。
3. 自動販売機の売上金の着服[2]。
自動販売機などの売上金を回収する作業の際に現金を着服する[2]。

またセキュリティの低い店舗では、退職した元従業員が店内やバックヤード、倉庫などに入り込み商品を盗み出すケースもある。

## 要因
定期的に行われる棚卸の際に、帳簿上の在庫よりも実際の店舗在庫が少なかった場合、これを商品ロスまたは棚卸ロスと呼ぶ。
商品ロスが発生する要因としては、
1. 在庫管理のミス（過失） - 仕入れ時のの際の伝票の入力ミス、レジでの入力ミス、棚卸時の計量ミス、返品時の処理ミスなど[3][4]
2. 外部の者による万引き（故意の窃盗）[3][4]
3. 内部の者による内引き（故意の窃盗）[3][4]

があったことが疑われる。この際に従業員による内引きが行われていたことが発覚するケースが多い。
内引きは、万引きと並んで商品ロスの大きな割合を占めるが、万引きより発覚しにくい。その理由として以下のような事柄が挙げられる。
1. 内部の者による犯行の場合、確実な証拠を捉えることが難しい[2][5]。
2. 店員の人数が多い場合は全員の挙動の把握が難しく[2]、逆に店員が少ない場合（ワンオペなど）は監視の目が行き届かない[4]。
3. 24時間営業や早朝・深夜営業など、店舗の営業時間が長い場合は、必ず管理者（経営者や店長）の目の届かない時間帯が発生する[3][4][5]。
4. 内情を熟知した者による犯行であるため、発覚しにくい方法で行われ、証拠隠滅もしやすい[2][5]。
5. 犯行に及んだ従業員が発覚前に退職してしまうことが多い[3]。
6. 犯罪という意識が低く、複数の従業員が結託して犯行に及ぶこともある[5]。
7. 他の従業員が内引きを発見しても、トラブルを恐れて見て見ぬふりをすることが多い[6]。

さらに内引きの場合は犯行が発覚しても、経営者や店長が「信頼していた身内を疑いたくない」「外部に知られたら恥ずかしい」「店の評判を落とす」などと考え、警察に通報せず内々で処理することが多い。また店側が被害を把握していても人手不足から「辞められたら困る」との理由で、口頭注意のみに留めたり放置する場合すらある。このため警察などが発表している犯罪統計より実際にはかなり多いと考えられる。

## 万引きと内引き
店舗で発生する商品ロスの大きな原因として万引きがあるが、上述のとおり内引きは発覚しにくいため、損害額に占める内引きの割合は把握されているものより多いと考えられる。そのため店舗管理者は、万引き被害と認識されている商品ロスの中に内引きが含まれる可能性にも注意する必要がある。全てを万引き被害によるものと誤認して万引き対策にコストをかけても、それ以外の原因（内引きも含む）による商品ロスは減らないことになる。万引き防止対策と同時に、内部の不正行為も防止するため、店舗の業務運用体制全般の見直しや整備を図る必要がある。
万引き・内引き防止などの商品ロス対策費用を含め、店舗の防犯対策に要するコストは、最終的には商品価格に転嫁され消費者が負担することになる。コストの上昇は商品値上げなどにつながり、店舗や企業の価格競争力を損なうこととなる。そのため、万引き・内引き防止について実態を正確に把握し、無駄のないコストのかけ方を考えなければならない。

## 防止対策
棚卸による在庫確認および現金照合と、レジの監視（録画も含む）が不正防止対策の基本である。
- 監視による商品着服防止 - 万引き防止に共通するものが多い。

1. 経営者や管理者による目視
2. 警備員の導入（いわゆる「万引きGメン」を含む）[3]
3. 監視カメラの導入 - 店内では万引き防止を兼ねるとともに、レジや倉庫、従業員出入口にも設置することで内引きを監視できる[2]。また不審者の出入り防止にも役立つ[2]。
4. 退勤時における所持品検査・ボディチェック
  - 派遣従業員の多い大型家電量販店ではよく見られるが、合理的理由がないと行えない。但し、これは勤務の一環なので勤務時間に加算される。[7]。また、男性従業員のみに行う事も男女差別に繋がる他、同性間であっても痴漢・セクハラになる事もあり、ビックカメラでは空港の手荷物検査で使われる金属探知機とX線で行うように変更されている。また、勝新太郎の事例ように一部の女性による生理用品やブラジャー内に隠しての持ち出しもある[8]

- レジでの金銭着服防止

1. POSレジの導入 - レジ手打ちによる「空打ち」を防ぐ。リアルタイムの在庫管理連動により商品ロスを防ぐ。
2. セミセルフレジの導入 - 店員はPOSレジのバーコードスキャンのみを行い、客が支払い専用レジで支払いを行う。
3. ポイントカードの導入 - 店員がレジ入力しなければポイントを得られないため「空打ち」防止に役立つ。
4. クレジットカード決済、電子マネー・QRコード決済の導入 - レジに多額の現金を置かない、店員に直接現金を扱わせない。

## 事例
野球界
引退後の小川博が球団練習場に侵入し、ロッカーから他選手の貴金属やクレジットカードなどを窃盗をしていた。
柿澤貴裕が他選手の野球道具やユニフォームを持ち出し、リサイクルショップやネットオークションに出品・売却していた。彼はルパンと呼ばれていたと言う
水原一平がギャンブル・違法賭博の資金を大谷翔平の口座から約7億円もの不正送金をしていた
ジャパネットたかた
2004年（平成16年）3月9日に、社外に個人情報漏洩が発覚し、その数は最終的に約51万人分であったことが明らかになった。持ち出したのは元社員で、別の元社員と共謀して犯行に及んでいた。同時に約4200万円相当の商品が内引きされていた。
エコノス
- 2024年6月 - 内部監査により商品在庫の不備が判明したため詳細を調査したところ、道内の店長が2021年5月以降、内引きと0円買取・架空買取で現金を不正に受領し、3200万円相当(0円買取・架空買取による現金横領着服と内引持出相当金額はほぼ半々)の被害が発覚、2024年6月9日の内部調査中に店長が抜け出し逃亡失踪、行方不明になり、親族が道警に捜索依頼を提出した[18]。同月26日付で調査報告書を公表[19][20]。同様の手口は他のハードオフコーポレーション・ブックオフコーポレーション24店舗でも起きており、6月下旬　- 7月上旬に臨時休業して臨時の棚卸しをし、約7000万円相当の被害が出ている。但し、FC店のブックオフは書籍やCD・DVDが中心なので高額買取品が少ない。[21]

## 内引きを扱った作品
- 『私はいったい、何と闘っているのか』 - スーパーマーケットの主任を主人公とした小説。映画化された。作中のエピソードとして、自社店舗の従業員による内引き疑惑が登場する[22]。